# Hugh Sykes Davies
Hugh Sykes Davies (* 1909 in Yorkshire; † 1984) war ein britischer Dichter und Schriftsteller. Er gehörte zu der kleinen Gruppe der britischen Surrealisten.

## Leben und Werk
Davies wurde als Sohn eines Methodistenpfarrers und dessen Frau in Yorkshire geboren. Er besuchte die Kingswood School in Bath und studierte anschließend in Cambridge, wo er zusammen mit William Empson ein Studentenmagazin namens Experiment herausgab. in den 1930er Jahren verbrachte er einige Jahre in Paris. Er gehörte zu den Organisatoren der International Surrealist Exhibition im Jahr 1936 in London. Tuberkulose hinderte Davies daran, im Spanischen Bürgerkrieg zu kämpfen. 1940 war er Kandidat der Kommunistischen Partei für die Wahl in das House of Commons, doch sie fand nicht statt, da der Zweite Weltkrieg ausgebrochen war.
Zu seinen Freunden zählten beispielsweise T. S. Eliot, I. A. Richards, Anthony Blunt, Ludwig Wittgenstein und Salvador Dalí.
Davies’ Gedichte wurden hauptsächlich in Avantgarde-Magazinen veröffentlicht und zu seinen Lebzeiten nicht gesammelt herausgegeben. Petron, ein surrealistisches Gedicht in Prosa, erschien 1935; seine Romane umfassen Full Fathom Five (1956) und The Papers of Andrew Melmoth (1960). In den letzten zwanzig Jahren seines Lebens widmete er sich dem Werk von William Wordsworth. So gehörte er zur Leitung des „Wordsworth Trusts“, dem Dove Cottage, das historische Haus und heutige Museum bei Grasmere im Lake District, unterstellt ist. Es war das Haus von Wordsworth und seiner Schwester Dorothy Wordsworth von Dezember 1799 bis zum Mai 1808.
Davies war Lecturer und Fellow am St John’s College in Cambridge.
Sein Hauptwerk Wordsworth and the Worth of Words wurde postum 1986 veröffentlicht. Sein literarischer Nachlass wird in der St John’s College Library der University of Cambridge aufbewahrt.

## Veröffentlichungen (Auswahl)
Eine vollständige Bibliografie stellte John Kerrigan unter Mithilfe von John Constable zusammen (siehe Weblinks), veröffentlicht wurde sie in Jacket 20 / 2002.
- The poets and their critics. Chaucer to Collins. Penguin Books, Harmondsworth, 1943.
- mit George Watson: The English Mind: Studies in the English Moralists. Presented to Basil Willey. Erstauflage 1964. Neuausgabe Cambridge University Press 2010, ISBN 978-0-521-13707-2

- Wordsworth and the Worth of Words. Cambridge University Press, 4. Auflage 2010, ISBN 978-0-521-12914-5 (online)